# Józefowo (gmina Przedecz)
Józefowo – wieś w Polsce położona w województwie wielkopolskim, w powiecie kolskim, w gminie Przedecz.
W latach 1975–1998 miejscowość należała administracyjnie do województwa konińskiego.